# الفضيل الورتيلاني
الفضيل الورتيلاني (وُلد سنة 1900وتوفي سنة 1959) من أعلام الجزائر. ومن أعلام جماعة الإخوان المسلمين.
يعتبر الورتلاني الجزائري من أبرز أعلام الحركة الإسلامية في الجزائر، والذي كان له دور مهم وفاعل في تأسيس جمعية العلماء المسلمين الجزائريين سنة 1931، حيث كان من أقرب الشخصيات إلى الإمام عبد الحميد بن باديس والإمام البشير الإبراهيمي، وساهم مساهمة فعالة في التمكين لمباديء الجمعية في الجزائر ثم في صفوف العمال الجزائريين بـفرنسا. ثم كان همزة الوصل القوية بين الفكر الإخواني وجمعية العلماء، بحيث انضم إلى جماعة الإخوان لما استقر في مصر، وأصبح من أقرب المقربين إلى حسن البنا ومحل ثقته، إذ كان ينوب عنه أحيانا في درس الثلاثاء، وقد كلفه بالإشراف على فتح بعض شعب الجماعة في مصر، كما كلفه بملف اليمن، وقد جمعت بعض مقالاته في كتاب بعنوان الجزائر الثائرة.

## المولد والنشأة
ولد إبراهيم بن مصطفى الجزائري المعروف بـ الفضيل الورتلاني في 2 يونيو 1900 في بلدة بني ورثيلان بولاية سطيف شرقي الجزائر، وإليها انتسب، وجاءت شهرته بالورتلاني، ونشأ في أسرة كريمة لها اتصال بالعلم، فجدُّه الشيخ الحسين الورتلاني صاحب الرحلة المشهورة في التاريخ كان من العلماء المعروفين في منطقته والجزائر.
ومثل غيره من طلبة العلم حفظ القرآن الكريم وتعلم مبادئ القراءة والكتابة، ودرس علوم اللغة العربية على علماء بلدته، ثم انتقل إلى مدينة قسطنطينة سنة 1928 حيث استكمل دراسته على يد العلامة الشيخ عبد الحميد بن باديس، وفي مدرسة «ابن باديس» تلقى دروسه في التفسير والحديث والتاريخ الإسلاميوالأدب العربي، وتأثر بشيخه المصلح الكبير وبطريقته في الإصلاح، وغيْرته على المسلمين. ولم يلبث حتى بات منذ سنة 1932 مساعداً له في التدريس، ومتجوّلاً لصالح مجلة الشهاب ومرافقاً لابن باديس في بعض رحلاته بالوطن، مشاركاً بقلمه في كل من البصائر والشهاب بروح وطنية متوثبة، وشعور ديني ملتهب.

## النشاط الإصلاحي
لم يكن الشيخ عبد الحميد ابن باديس يقصر دعوته على إصلاح حال الجزائريين في بلادهم، بل امتد بصره إلى المغتربين في فرنسا من الجزائريين، ورأى أن من أوجب واجبات الجمعية أن تحمي إسلام هؤلاء من الضياع، وأن تتولى تربية النشء الجديد قبل أن تلتهمه الحياة الفرنسية، ونظر حوله فلم يجد أكفأ من الفضيل الورتلاني للقيام بهذه المهمة الشاقة التي تتطلب، إيمانًا بالقضية وإخلاصًا لها، ورغبة في الإصلاح والتغيير.
نزل «الفضيل» فرنسا سنة 1355هـ1936م مبعوثًا عن الجمعية، وأقام في باريس، وبدأ نشاطه المكثف بهمة عالية، واتصل بالعمال والطلبة الجزائريين بفرنسا، وأخذ في إنشاء النوادي لتعليم اللغة العربية ومبادئ الدين الإسلامي ومحاربة الرذيلة والانحلال في أوساط المسلمين المقيمين بفرنسا، واستطاع خلال عامين أن يفتح كثيرًا من النوادي الثقافية في باريس وضواحيها وبعض المدن الفرنسية الأخرى.
وانتهز فرصة وجوده في باريس فاتصل بالدارسين العرب في الجامعات الفرنسية، وتوثفت بينهم المودة والصلة، مثل العلامة محمد عبد الله دراز صاحب كتاب (دستور الأخلاق في القرآن الكريم)، والشيخ عبد الرحمن تاج الذي صار شيخًا للأزهر، والعلامة السوري محمد المبارك، والشاعر عمر بهاء الدين الأميري.
وقد أقلق هذا النشاط السلطات الفرنسية فضيقت على الفضيل الورتلاني حركته، وجاءته رسائل تهدده بالقتل، فاضطُّر إلى مغادرة فرنسا إلى إيطاليا ومنها إلى القاهرة.
كانت وجهته إذن سنة 1940م القاهرة حيث آثر الانتساب إلى الأزهر فحصل على شهادته العالمية في كلية أصول الدين والشريعة الإسلامية مواصلاً جهاده القومي الوطني، للتعريض بالاستعمار الفرنسي في الجزائر وخدمة القضية الجزائرية ، وقضايا المسلمين عموماً، فأسس مثلاً سنة 1942م اللجنة العليا للدفاع عن الجزائر كما أسس سنة 1944م جبهة الدفاع عن شمال إفريقيا ثم مكتب جمعية العلماء المسلمين في القاهرة سنة 1948م الذي استقبل فيه الشيخ محمد البشير الإبراهيمي سنة 1952م وقد صار عضواً في تنظيم حركة الإخوان المسلمين وكانت تربطه صلة وثيقة بـحسن البنا، ونظرًا لملكاته الخطابية وقدرته على الإقناع، وكان من تقدير الإمام البنا للورتلاني أنه كان ينوب عنه حين يكون غائبًا عن القاهرة في إلقاء حديث الثلاثاء بالمركز العام لجماعة الإخوان.
وامتد نشاط الورتلاني إلى مساندة الأحرار في اليمن، وكانت البلاد تموج بحركة معارضة قوية، ورغبة طموحة في الإصلاح والتغيير، وكان الإمام حسن البنا على علم بما يجري في اليمن، ومِن تطلُّع إلى الخروج بالبلاد من عزلتها وفقرها وجهلها، فأوفد الفضيل الورتلاني إلى هناك.
سنة 1366ه 1947م نزل الفضيل الورتلاني اليمن ونجح في توحيد صفوف المعارضة، وإزالة الخلاف بينهم، وبدأ في تهيئة الناس للتغيير بخطبه الحماسية التي تلهب المشاعر وتوقد الحماسة في الصدور.
وفي ربيع الآخر 1367هـ فبراير 1948م نجحت المعارضة في الوصول إلى الحكم بعد إزاحة الإماميحيى واتهم الورتلاني بالمشاركة في محاولة انقلابية في (اليمن) فقبض عليه هناك ثم أفرج عنه مع من شملهم العفو الذي سخر منه (الإبراهيمي) في مقالة نشرها في البصائر معرّضاً بالنظام القائم على الهوى لا على القانون. فغادر الورتلاني اليمن، وتنقل في عدة دول أوربية، ورفضت الدول العربية استقباله حتى وافقت لبنان على استقباله، شريطةَ أن يكون الأمر سرًا.
وبعد قيام حركة الجيش بالإطاحة بالملك فاروق عاد الورتلاني إلى مصر بعد غياب عدة سنوات، واستقبله العلماء والسياسيون استقبالاً حسنًا؛ نظرًا لماضيه المشرِّف في الجهاد وعاد «الفضيل» إلى جهاده، ومؤازرة الثورة الجزائرية التي اشتعلت على أرض بلاده في سنة 1374ه 1954م، وأصدر بيانًا مع المجاهد الكبير الشيخ محمد البشير الإبراهيمي رئيس جمعية علماء المسلمين- بعنوان: «نُعيذكم بالله أن تتراجعوا»، وشارك في تأسيس جبهة تحرير الجزائر سنة 1375ه 1955م، وكانت تضم الشيخ الإبراهيمي، وممثلي جبهة التحرير مثل أحمد بن بلة وحسين آيت أحمد، وبعض ممثلي الأحزاب الجزائرية. ولم تَطُل مدة إقامة «الفضيل الورتلاني» بالقاهرة، فقد غادرها إلى بيروت سنة 1375ه 1955م.
كان الورتلاني من الرجال الذين تشغلهم القضايا الكبرى عن نفسه، وربما وصل الليل بالنهار في عمل دائم، دون أن يذوق طعامًا، شأنه في ذلك شأن أصحاب الدعوات، وقد أدى ذلك إلى اختلال في صحته، وتعرُّضه لأمراض خطيرة، لكنَّ ذلك لم يمنعه من الحركة والعمل في سبيل الدعوة، حتى لقي ربه في إحدى مستشفيات مدينة أنقرة في 2 من رمضان 1387ه 12 من مارس 1959م، سنة 1987م وبعد سنوات من الجحود، نقلت رفاته من تركيا ليعاد دفنها في مسقط رأسه ودفن في مسقط رأسه بالجزائر.
قال عنه الشيخ محمد البشير الإبراهيمي:
| الفضيل الورتيلاني | الأستاذ الفضيل الورتلاني ممن أنبتتهم هذه النهضة الجزائرية المباركة نباتا حسنا ، فعمل بإخلاص في ميادين الجهاد في الجزائر ثم نَبَتْ به الدبار فنزل مصر ، وجال في ربوع الشرق كلها جولات رفعت صوت الجزائر عاليا في تلك الربوع ، وكونت منه زعيما جزائريا بحق وشخصية بارزة لها مقامها المعلوم بين رجالات الشرق كلهم ، ولقد حز في نفوس شرذمة من المغرضين في الجزائر ما أحرزه الورتلاني من النجاح في الأوساط السياسية بالشرق ، فراحوا يتقولون عليه الأقاويل ويتهمونه في إخلاصه وجهاده للنيل منه ومن جمعية العلماء المسلمين التي يحالون ثلبها في مفخرة من مفاخرها ، والتنقيص من مقامها في شخص أحد أبنائها البررة... | الفضيل الورتيلاني |

## اتصالاته
كانت له اتصالات واسعة بالمسلمين المقيمين في فرنسا من الجزائريين وغيرهم من العرب الدارسين هناك أمثال الشيخ محمد عبد الله دارز والشيخ عبد الرحمن تاج والأستاذ محمد المبارك والأستاذ عمر بهاء الدين الأميري ، وقد آثار هذا النشاط الإسلامي السلطات الفرنسية والمنظمات العنصرية الإرهابية فأخذت تضيق على المسلمين الناشطين وفي مقدمتهم الأستاذ الفضيل الورتلاني الذي قررت منظمة (اليد الحمراء) الإرهابية اغتياله، فما كان منه إلا أن غادر فرنسا إلى إيطاليا بمساعدة الأمير شكيب أرسلان الذي وفّر له جواز سفر حيث توجه إلى مصر سنة 1939م وهناك وجد المناخ المناسب للنشاط الإسلامي فقد سبقه لزيارتها شيخه ابن باديس قبل ربع قرن والتقى علماءها أمثال الشيخ محمد بخيت المطيعي مفتي الديار المصرية آنذاك والشيخ أبي الفضل الجيزاوي الذي صار فيما بعد شيخاً للأزهر.
وكان حسن البنا شديد الإعجاب بالشيخ عبد الحميد بن باديس وجهاده الإسلامي حتى أنه أسس مجلة فكرية اسماها بـ (الشهاب) تيمناً بمجلة الشهاب الجزائرية، وقد سهلت هذه الصلة الروحية بين الحركتين الإسلاميتين الإخوان المسلمين بمصر وجمعية العلماء الجزائرية بالجزائر الطريق لاتصال الفضيل الورتلاني بـالإخوان المسلمين والانضمام إليها وأصبح عضواً بارزاً فيها، وقد ألقى الفضيل الورتلاني (حديث الثلاثاء) بالمركز العام للإخوان المسلمين نيابة عن المرشد العام للإخوان المسلمين حسن البنا الذي كان خارج القاهرة.

## نشاطه وجهاده
شارك الفضيل الورتلاني وهو في مصر تأسيس عدة جمعيات خيرية وسياسية كاللجنة العليا للدفاع عن الجزائر وجمعية الجالية الجزائرية سنة 1942م وجبهة الدفاع عن شمال أفريقيا سنة 1944م التي كان أمينها العام وتضم في عضويتها الشيخ محمد الخضر حسين وحفيد الأمير عبد القادر الجزائري والأمير عبد الكريم الخطابي المغربي.
وكان للفضيل الورتلاني دوره البارز في تنظيم وتنظير ثورة الأحرار في اليمن سنة 1948م مما يعرفه القاصي والداني رجالات اليمن.
ولست ادري من أي الجوانب أبدأ الحديث عن هذا الشخص العظيم، والسياسي المحنك والبطل الشجاع، والمغامر الجسور، والمجاهد الصابر، الذي حار الناس في مواهبه المتعددة، وعجزوا عن مجاراته في انطلاقه لتحقيق الأهداف التي يؤمن بها، والمبادئ التي يدين لها، وهي تحرير الشعوب الإسلامية بكاملها، من ربقة الاستعمار الأجنبي أياً كان لونه وجنسه، والإحلال الإسلام كنظام شامل للحياة كلها عقيدة وعبادة وخلقاً وشريعة ومنهج حياة.
ومن هنا كان بطلنا الشجاع الفضيل الورتلاني صاحب السبق في ميادين الجهاد، والعمل لتحرير العباد من عبادة العباد إلى عبادة الله الواحد القهار.
ولئن كان الورتلاني من أبناء الجزائر فإن تحركه وجهاده لم يكن للجزائر وحدها، بل للمسلمين عامة؛ لأن غايته الجهاد في سبيل الله لإعلاء كلمة الله.
وحين انطلقت الثورة الجزائرية في 1 نوفمبر1954 نشر الورتلاني مقالاً بتاريخ 3نوفمبر1954 بعنوان (إلى الثائرين من أبناء الجزائر: اليوم حياة أو موت) وبتاريخ 15نوفمبر1954 اصدر مع الشيخ البشير الإبراهيمي بياناً بعنوان: (نعيذكم بالله أن تتراجعوا) وبتاريخ 17فبراير1955 شارك في تأسيس (جبهة تحرير الجزائر) التي تضم الشيخ محمد البشير الإبراهيمي وممثلي (جبهة التحرير الوطني): أحمد بن بلة، حسين آيت أحمد، محمد خيضر، وبعض ممثلي الأحزاب الجزائرية: الشاذلي مكي وحسين لحول، عبد الرحمن كيوان، أحمد بيوض وغيرهم.

## دوره في اليمن
قام الفضيل الورتلاني بدور في تنظيم وتنظير ثورة الأحرار في اليمن التي قامت في فبراير 1948 ضد الإمام يحيى حميد الدين وقد أشار بعض الباحثين إلى هذا الدور مثل مصطفى الشكعة في مغامرات مصري في مجاهل اليمن وحميد شحرة في مصرع الابتسامة وأحمد الشامي في كتابه رياح التغيير في اليمن » وتجاهله كثير من المؤرخين الأوربيين المتخصصين في الشؤون العربية والإسلامية يقول أحمد الشامي أحد المشاركين في هذه الثورة أن العالم المجاهد الجزائري السيد الفضيل الورتلاني هو الذي غير مجرى تاريخ اليمن في القرن الرابع عشر الهجري (العشرين الميلادي وأنه حين وضع قدمه على أرض اليمن كأنما وضعها على زردولاب تاريخها فدار بها دورة جديدة في اتجاهات جديدة لأن ثورة الدستور سنة 1367هـ 1948 هي من صنع الورتلاني وذهب للمرة الأولى إلى اليمن في بداية عام 1947 وفي جولاته عبر القطر اليمني التقى العلماء والوجهاء والشباب وألقى خطبا في المساجد والأماكن العامة وتمكن من إقناع اليمنيين على وحدة الصف وضرورة التغيير والخروج من الجهل والتخلف وبعد شهرين رجع إلى مصر حيث توجد النخبة والمعارضة اليمنية لتحضير دستور جديد أو ما سمي بالميثاق المقدس وعادة مرة ثانية لعرض الميثاق على العلماء والسياسيين لسبر آرائهم والاستماع لاقتراحاتهم وقد تم الوصول إلى الصيغة النهائية للميثاق المقدس في نوفمبر 1947 م وكان الاتفاق بين كل هذه الأطراف تنصيب عبد الله الوزير حاكما دستوريا على البلاد خلفا للإمام يحيى حميد الدين.
عارض الإمام أحمد يحيى حميد الدين الحكومة الدستورية في صنعاء واتهمها باغتيال والده وإهانة أخواته وجمع القبائل الموالية له وحاربها وسقط النظام الدستوري في 13 مارس 1948 م وتلوى الإمام أحمد عرش اليمن  بعد فشل ثورة الدستور حكم بالإعدام على الورتلاني الذي اتهم بالمشاركة في قتل ثورة يحيى والمساهمة في الانقلاب فأصبح مطلوبا للإعدام فقضى خمس سنوات متشردا في العالم ومتسترا وكان عليه أن يغير ملامح وجهه من هذا بفضل الصور التي تظهره في زي عالم أزهري وهيئة شيخ قبيلة خليجية وشكل ممثل أمريكي زار سرا خلال هذه الفترة جل الدول الأوروبية الغربية والتقى رئيس جمعية العلماء الشيخ محمد البشير الإبراهيمي ونائبه الشيخ محمد العربي التبسي في سويسرا وفي الآخر قليل رئيس وزراء لبنان رياض الصلح استقرار الفضيل الورتلاني في بيروت شرط أن يكون ذلك سرا.

## صلته بالإخوان المسلمين
يقول عنه الأستاذ الكبير محمود عبد الحليم في كتابه القيم (الإخوان المسلمون أحداث صنعت التاريخ):
""«كان الفضيل الورتلاني شاباً جزائرياً من زعماء المجاهدين الذين طاردهم الاستعمار الفرنسي فهرب إلى مصر واتصل بالإخوان المسلمين وكان كثير التردد على المركز العام للإخوان المسلمين، حتى ليكاد يتردد عليه كل يوم باعتبار هذه الدار مركز الحركات التحريرية ضد الاستعمار في كل بلد إسلامي؛ كان الفضيل الورتلاني لماح الذكاء سريع الحركة كثير المعارف، لا يقتصر تحركه على ما يخص موطنه الأصلي – الجزائر بل كان يرى العالم الإسلامي وحدة لا تتجزأ، وأنه مطالب بتحرير كل جزء منه، واعتقد أن الفضيل الورتلاني كان أول من سافر إلى اليمن التي أطاحت بالإمام يحيى»"" انتهى

## تعرضه للمخاطر
لقد تعرض الورتلاني أثناء جهاده إلى مخاطر عديدة، وكان دمه مهدراً من قبل فرنسا ووقع أكثر من مرة بالأسر، وكان للإمام حسن البنا دور في الإفراج عنه وعن رفيقه أمين إسماعيل بعد أحداث اليمن عام 1948م.
وبعد فشل ثورة الدستور باليمن حُكم على الفضيل الورتلاني بالإعدام وأصبح مطلوباً حيث قضى خمس سنوات متستراً قضاها في التجوال في الدول الأوروبية والتقى بالشيخ محمد البشير الإبراهيمي رئيس جمعية العلماء الجزائريين ونائبه الشيخ محمد العربي التبسي في سويسرا.
وقد وافق رئيس وزراء لبنان رياض الصلح على استقرار الفضيل الورتلاني في بيروت شرط أن يكون ذلك سراً.

## مغادرته إلى لبنان
وبعد استئثار عبد الناصر بالسلطة وخلع محمد نجيب واعتقالاته للإخوان المسلمين وإعدام ستة من قاداتهم هاجم الورتلاني عبد الناصر على محاربته للإخوان وذلك في موسم الحج فكان جزاؤه السجن الحربي مع زميله الشاذلي المكي بعد عودتهما من الحج إلى القاهرة مما حدا بالفضيل الورتلاني أن غادر القاهرة سنة 1955م متوجهاً ثانية إلى بيروت بعد أن تأكد من تآمر المخابرات المصرية عليه وعلى أستاذه الشيخ البشير الإبراهيمي.

## وفاته
تمكّن منه الداء فصرعه في إحدى مستشفيات تركيا حيث كانت وفاته في 12 مارس 1959م.
سنة 1987م وبعد سنوات من الجحود، نقلت رفاته من تركيا ليعاد دفنها في مسقط رأسه.
وفي سنة 1980م دُشن مسجد بالجزائر العاصمة يحمل اسمه تخليدا له.

## مواضيع ذات صلة
- قائمة أعلام الجزائريين
- المرجعية الدينية الجزائرية
- عبد الحميد بن باديس
- محمد البشير الإبراهيمي
- جمعية العلماء المسلمين الجزائريين
- الإخوان المسلمون